# جيمس باتيسون
جيمس باتيسون (3 مايو 1990 بملبورن في أستراليا - ) (بالإنجليزية: James Pattinson)‏ هو لاعب كريكت أسترالي. شارك مع منتخب أستراليا الوطني للكريكت. أما مع فريق رياضي، فقد لعب مع Brisbane Heat ‏ وفريق فكتوريا للكريكت وكلكتا نايت رايدرز ونادي مقاطعة نوتنغهامشير للكريكت ‏ وMelbourne Renegades ‏.

## وصلات خارجية
- جيمس باتيسون على موقع إي آس بي آن كريك إنفو (الإنجليزية)